# Sueña conmigo en concierto
Sueña conmigo en concierto es la primera gira musical de la telenovela juvenil de Nickelodeon Latinoamérica, Sueña conmigo, donde se interpretaron temas de las bandas sonoras de la serie, en las que se incluyen canciones con versiones inéditas y otras completamente nuevas. Inició el 25 de marzo de 2011 en la ciudad de Buenos Aires, Argentina, pero posteriormente fueron confirmadas nuevas funciones en otras ciudades del país mencionado.
Además, el 17 de julio del 2011 fue lanzado el DVD del show en el Teatro Gran Rex titulado como: "Sueña Conmigo en Concierto ¡En DVD!"

## Historia
La obra teatral de la serie debutó en Buenos Aires, Argentina a finales de marzo donde al tener buen éxito, se realizó una función más en el mismo lugar en el mes de abril. Por los óptimos resultados, Sueña conmigo en concierto pasó a ser una gira musical interna en el país mencionado, en las que se confirmaron nuevas funciones para invierno de 2011. Además, se emitió un especial del show el 22 de julio de 2011 por Nickelodeon Latinoamérica.

## Lista de canciones
En la gira, se incluyeron temas de los dos álbumes de la banda sonora de la serie. Sin embargo, hay versiones inéditas de algunos temas interpretados por Agustina Quinci, Felipe Villanueva, Kalena Bojko, entre otros, y también hay otras canciones completamente nuevas, como "Picu Picu" interpretada por Valentin Villafañe, Nicolás D'Agostino y Gabriel Gallichio. Y siempre hay un hada interpretado por Vanessa Leiro y Valentín villafañe

## Funciones
| Fechas              | Ciudad       | País      | Lugar                   |
| ------------------- | ------------ | --------- | ----------------------- |
| América del Sur     |              |           |                         |
| 25 de marzo de 2011 | Buenos Aires | Argentina | Teatro Gran Rex         |
| 26 de marzo de 2011 | Buenos Aires | Argentina | Teatro Gran Rex         |
| 27 de marzo de 2011 | Buenos Aires | Argentina | Teatro Gran Rex         |
| 23 de abril de 2011 | Buenos Aires | Argentina | Teatro Gran Rex         |
| 21 de mayo de 2011  | Mendoza      | Argentina | Auditorio Angel Bustelo |
| 22 de mayo de 2011  | San Juan     | Argentina | Teatro Sarmiento        |
| 15 de julio de 2011 | Rosario      | Argentina | Teatro Broadway         |
| 18 de julio de 2011 | Buenos Aires | Argentina | Teatro Ópera Citi       |
| 23 de julio de 2011 | Córdoba      | Argentina | Estadio Orfeo           |

- Eiza Gonzalez : VIVE mi sueño

| Fechas            | Ciudad         | País      | Lugar     |
| ----------------- | -------------- | --------- | --------- |
| América del Sur   |                |           |           |
| Pendiente         | Buenos Aires   | Argentina | Pendiente |
| Pendiente         | Santiago       | Chile     | Pendiente |
| Pendiente         | Bogotá         | Colombia  | Pendiente |
| Pendiente         | Río de Janeiro | Brasil    | Pendiente |
| América del Norte |                |           |           |
| Pendiente         | México, D. F.  | México    | Pendiente |
| Europa            |                |           |           |
| Pendiente         | Madrid         | España    | Pendiente |

## Visitas
- Firma de autógrafos en Punta del Este, Uruguay en el hotel Conrad el día 2 de febrero de 2011.